# Yoshikazu Yasuhiko
Yoshikazu Yasuhiko (安彦良和 Yasuhiko Yoshikazu?, nacido el 9 de diciembre de 1947) es un animador e historietista de la industria japonesa del anime y el manga.
Nació en Engaru, Hokkaidō en 1947. Yasuhiko abandonó la universidad de Hirosaki University y en 1970 fue contratado como animador por la compañía Mushi Productions (propiedad de Osamu Tezuka). Más tarde se independizó y trabajó en varias producciones animadas para cine y televisión. Empezó a trabajar como historietista en 1979. En 1981 ganó el Premio Seiun en la categoría de Artes. En 1992 ganó el premio de la Asociación de Caricaturistas de Japón, y en el 2000, ganó un premio a la excelencia en el manga por Ōdō no Inu en el Japan Media Arts Festival. También es conocido como novelista e ilustrador de ciencia ficción. Algunos de sus trabajos más notables como diseñador de personajes y director son  Brave Reideen, Combattler V y Mobile Suit Gundam. También trabajó como diseñador de personajes para el videojuego Vay'. 
En años recientes Yasuhuki se ha ramificado artísticamente, creando obras tales como Joan, una historia de tres volúmenes sobre una jovencita francesa que vive en la época de la Guerra de los Cien Años, cuya vida es similar a la de Juana de Arco; y Jesus, un manga biográfico de dos volúmenes sobre la vida de Jesucristo.
Yasuhiko firma sus ilustraciones con el acrónimo "YAS".

## Filmografía

### Televisión
- Wandering Sun (Sasurai no Taiyō) (1971) (Diseño de personajes)
- Zero Tester (1973) (Diseño de personajes)
- Space Cruiser Yamato (1974) (guion)
- Brave Raideen (1975) (Diseño de personajes, director de animación)
- Wanpaku Omukashi Kum Kum (1975) (Guion, Creador original, Diseño de personajes, director de Animación)
- Combattler V (1976) (Diseño de personajes)
- Robokko Beeton (1976) (Diseño de personajes, Director de animación)
- Zambot 3 (1977) (Diseño de personajes)
- The Adventures of the Little Prince (TV series) (1978) (Diseño de personajes)
- Mobile Suit Gundam (1979) (Character Design)
- Shiroi Kiba White Fang Monogatari (1982) (Diseño de personajes, Director de Animación)
- Giant Gorg (1984) (Chief Director, Storyboard (ep 1,4), Creador original, Diseño de personajes, director de animación)
- Mobile Suit Zeta Gundam (1985) (Diseño de personajes)
- Kaze to Ki no Uta SANCTUS -Sei naru kana- (1987) (Director, Guion)
- Super Atragon (1995) (CDiseno de personajes)
- Strange+ (2014) (creador de la ilustración en los créditos mostrada en el episodio 8)

### OVA
- Crusher Joe OAV (1989) (Diseño de personajes)
- Mobile Suit Gundam Unicorn (2009) (Diseño de personajes Original - realizó las ilustraciones para la novela original)
- Mobile Suit Gundam: The Origin

### Filmes
- Crusher Joe the Movie (1983) (Director, guionista, diseñador de personajes, director de animación)
- Arion (1986 - Director, diseñador de personajes)
- Venus Wars (1989 - historia original, Director, diseño de personajes)
- Mobile Suit Gundam F91 (1991) (diseño de personajes)

## Cómic
- Arion (1979–1984)
- Kurd no hoshi
- Nijiiro no Trotsky
- Anton
- Ôdô no inu
- Namuji
- Zinmu
- Venus Wars (1986–1990)
- C kôto
- Maraya
- Joan (1995–1996)
- Jesus (1997)
- Waga na wa Nero (1998–1999)
- Neo Devilman
- Dattan typhoon
- Nomi no Ô
- Mobile Suit Gundam: The Origin
- Alexandros